# 克雷姆斯河 (下奧地利州)

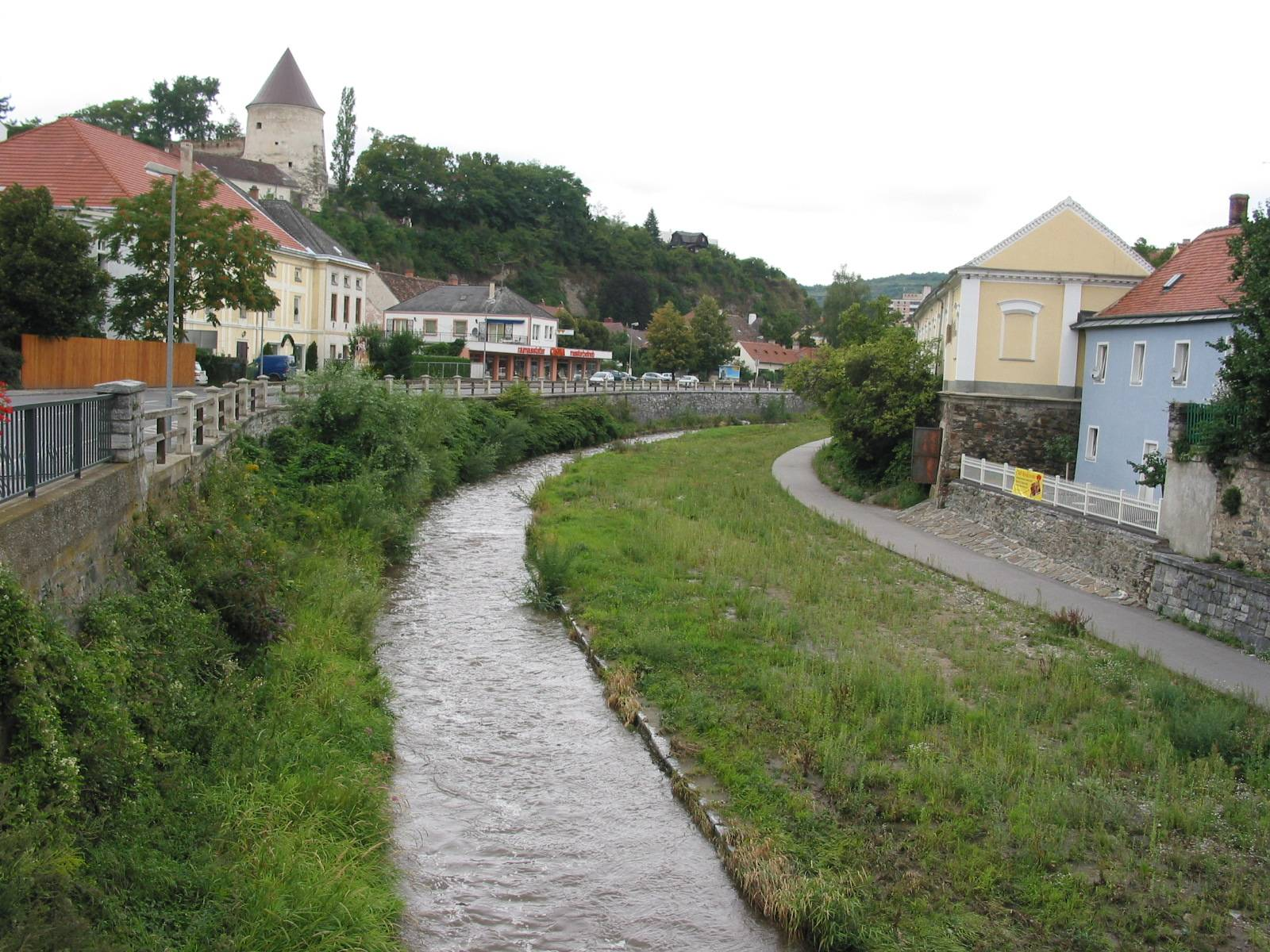

克雷姆斯河（德語：Krems）是奧地利的河流，位於下奧地利州北部瓦爾德威爾特爾，屬於多瑙河流域的一部分，河畔城鎮有多瑙河畔克雷姆斯。
48°23′02″N 15°47′51″E / 48.3838°N 15.79737°E